# Gustaf Wittencrona
Anders Gustaf Wittencrona, född 22 februari 1862 i Dörarps församling, Kronobergs län, död 9 november 1938 i Gränna stadsförsamling, Jönköpings län, var en svensk präst.

## Biografi
Anders Gustaf Wittencrona föddes 1862 i Dörarps församling. Han blev 1889 student vid Uppsala universitet och prästvigdes 1894. Wittencrona blev 1898 kyrkoherde i Trehörna församling. År 1905 blev han kyrkoherde i Röks församling och 1911 kontraktsprost i Lysings kontrakt. Wittencrona blev kyrkoherde i Adelövs församling 1919 och emeritus 1934. Han blev ledamot av Vasaorden 1929. Wittencrona avled 1938 i Gränna stadsförsamling.